# Planície de Nullarbor

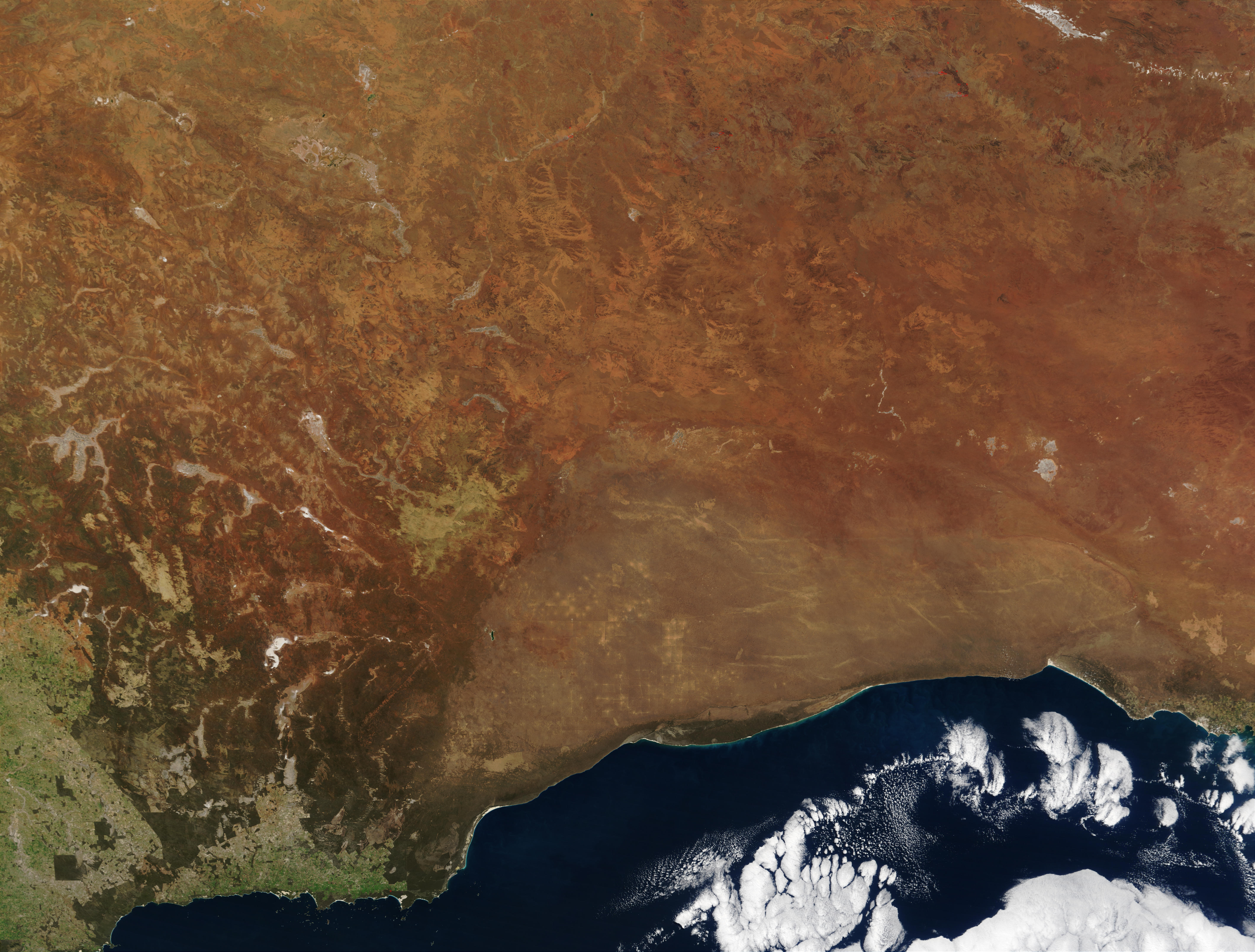
NASA - Visible Earth, Nullarbor. O verdadeiro Nullarbor é a área bege clara semicircular adjacente à costa. Créditos: Jacques Descloitres. Imagem adquirida pelo satélite Terra em 19 de agosto de 2002

A Planície de Nullarbor é parte de uma área de terra plana, quase sem árvores, árida ou semiárida imediatamente ao norte da Grande Baía Australiana. A palavra Nullarbor é derivada do latim nullus para 'nada' ou 'ninguém' e arbor para 'árvore'. É o maior pedaço único de calcário do planeta, e ocupa uma área de cerca de 200.000 km². Em seu ponto mais vasto, se estende por cerca de 1200 km de leste a oeste entre a Austrália do Sul (SA) e a Austrália Ocidental (WA).